# Acallyntrum
Acallyntrum é um subgénero do Género Culex, pertencente à família Culicidae.